# Henrik Blakskjær
Henrik Blakskjær (8 juli 1971) is een Deens zeiler.
Blakskjær won de gouden medaille op de Olympische Zomerspelen 2000 in de driemansboot de Soling.

## Resultaten

### Olympische Zomerspelen
| Jaar | Plaats | Resultaten |
| ---- | ------ | ---------- |
| 2000 | Sydney | Soling     |

1972: William Allen / William Bentsen / Harry Melges ·
1976: Valdemar Bandolowski / Erik Hansen / Poul Richard Høj Jensen ·
1980: Valdemar Bandolowski / Erik Hansen / Poul Richard Høj Jensen ·
1984: Roderick Davis / Robert Haines / Edward Trevelyan ·
1988: Thomas Flach / Bernd Jäkel / Jochen Schümann ·
1992: Jesper Bank / Steen Secher / Jesper Seier ·
1996: Thomas Flach / Bernd Jäkel / Jochen Schümann ·
2000: Jesper Bank / Henrik Blakskjær / Thomas Jacobsen